# Герб Богодухівського району
Герб Богоду́хівського райо́ну — офіційний символ Богодухівського району Харківської області, затверджений 13 травня 2005 р. рішенням XVI сесії IV скликання Богодухівської районної ради.

## Опис герба
Герб являє собою геральдичний щит (чотирикутний, із заокругленими нижніми кутами і загостренням в основі), який складається з двох частин — зеленого та срібного кольору. На зеленому полі щита зображені основні елементи герба Харківської області — перехрещені золотий ріг достатку і кадуцей, жезл якого золотий, а крила і змії — срібні, на срібному полі щита — герб міста Богодухова (зелене тернове дерево з плодами).
Щит обрамлений золотою каймою. Праворуч гербового щита справа розташоване золоте злакове колосся. Внизу розташована бандура, що символізує музичний край з якого вийшли у світ знамениті музиканти, композитори. Ліворуч гербового щита розташовані вплетені в стрічку соняшники, а внизу під ними стилізоване зображення книги — символ мудрості й освіти.
Зображення навколо гербового щита обвиті блакитною стрічкою з вузькими золотими каймами. Нижче герба розташовані листя дуба, як символ моці та лаврове листя — символ слави. Між ними знаходиться голуба стрічка. Щит увінчано стилізованим зображенням книги — символу мудрості і освіти. Вінчає герб зображення Бога Духа.
Пропорції герба: відношення висоти до ширини щита як 8:7, зеленого поля щита до срібного як 1:1; заокруглені частини герба являють собою 1/4 кола з радіусом рівним 1/8 висоти герба.
Еталонний зразок герба знаходиться в Богодухівській районній раді.